# エルンスト・エーフスター
エルンスト・エーフスター（Ernst Eugster　1945年1月22日- ）はオランダの柔道選手。階級は軽重量級。

## 人物
1967年にソルトレイクシティで開催された世界選手権軽重量級では準決勝で佐藤治に優勢負けしたが3位になった。1968年のヨーロッパ選手権でも3位だった。1969年にメキシコシティで開催された世界選手権軽重量級では7位に終わった。しかし、無差別では準決勝で篠巻政利に優勢負けしたものの3位に入った。1971年からヨーロッパ選手権で2年連続3位になったが、ミュンヘンオリンピックには出場できなかった。

## 主な戦績
- 1965年 - ドイツ国際　3位
- 1967年 - 世界選手権　3位
- 1968年 - ヨーロッパ選手権　3位
- 1969年 - 世界選手権　軽重量級　7位　無差別　3位
- 1971年 - ヨーロッパ選手権　3位
- 1972年 - ヨーロッパ選手権　3位